# Stari Grad (Belgrado)
Stari Grad (em cirílico:Стари Град) é um município da Sérvia localizada no distrito de Belgrado, na região de Šumadija. A sua população era de 55543 habitantes segundo o censo de 2002.

## Demografia
| 1961   | 1971   | 1981   | 1991   | 2002   |
| ------ | ------ | ------ | ------ | ------ |
| 96 517 | 83 742 | 73 767 | 68 552 | 55 543 |